# 横浜国立大学教育学部附属横浜小学校
横浜国立大学教育学部附属横浜小学校（よこはまこくりつだいがくきょういくがくぶふぞくよこはましょうがっこう）は、神奈川県横浜市中区立野にある国立小学校。横浜国立大学教育学部の附属小学校の一つである。

## 沿革
- 1910年3月8日 - 神奈川県女子師範学校附属小学校発足
- 1927年4月1日 - 新校舎移転、現在地立野64番地に新校舎が落成し女子師範学校と共に移転
- 1941年4月1日 - 神奈川県女子師範学校附属国民学校と改称
- 1943年4月1日 - 神奈川師範学校女子部附属国民学校と改称
- 1947年4月1日 - 神奈川師範学校女子部附属小学校と改称
- 1949年4月1日 - 横浜国立大学学芸学部附属横浜小学校と改称
- 1966年4月1日 - 横浜国立大学教育学部附属横浜小学校と改称
- 1997年10月1日 - 横浜国立大学教育人間科学部附属横浜小学校と改称
- 2017年4月1日 - 横浜国立大学教育学部附属横浜小学校と改称

## 著名な卒業生
- 安部敏樹 - 起業家
- 伊藤正道 - イラストレーター、絵本作家
- 金子哲雄 - 流通ジャーナリスト
- 佐々木かをり - 実業家（イー・ウーマン代表取締役社長）
- 吉野裕之 - 歌人、俳人

## アクセス
- JR根岸線 - 山手駅下車徒歩
- 横浜市営バス - 222系統・20系統　山手駅前下車徒歩